# О. Володимир Тарнавський
о. Володимир Тарнавський народився в Галичині (із деякий джерел -16. 07. 1912, с. Мухавка, нині  нині Чортківського району Тернопільської області, Україна)  в священичій родині, а по матері з родини Глібовицьких, Закінчив Богословську академію у м. Львів (1936). Того ж року одружився зі Стефанією Смик - сестрою Романа Смика, спорідненою з письменником Богданом Лепким. 1937 року рукопокладений у сан священика. 
В 1938-44 роках служив на парафіях у Галичині, 1945—50-у таборах для переміщених осіб у Німеччині. У 1950 році емігрував до Канади. Душпастирював у різних містах. 
Від 12 січня 1956 року перебував в парафії св. Юрія в Едмонтоні – Канада.
Там о. Володимир Тарнавський був ініціатором будівництва приміщень школи й організатором “Рідної школи” (1962);  асистентом Українського  католицького братства Канади (1957-59); капеланом Пласту та СУМ. 8 грудня 1967 року Кардинал Й. Сліпий номінував Тарнавського митрополичним радником, 15 лютого 1972 - почесним крилошанином. 16 липня 1997  року  кардинал Мирослав Іван Любачівський – номінував отця митрофорним протопресвітером.  Наш талановитий земляк був організатором і керівником хорів в Україні (1938-44) і Канаді (1950-56); редактором бюлетеня “Католицька акція” (1955-58, Едмонтон); автором статей у збірниках та періодиці.
12 грудня 1972 року сповнилося 35 років від дати, коли митрополичий радник о. Володимир Тарнавський прийняв з рук Владики Кир Івана Бучка єрейські свячення. Ювілят о. В. Тарнавський – це ревний священик, направду «по чину Мелхиседека», здібний організатор, добрий бесідник, з новим підходом у проповіді і новими темами, добрий співак, з дуже гарним голосом – баритоном, знає прекрасно дяківку й церковний спів, був диригентом хорів, щирий пластун, працьовитий, тішився повагою між скитальцями в Кіслеґ, Ванґен і Міттенвальд.
Вдячні миряни Едмонтону й околиці виявили  дійсно щиросердечну всенародню пошану священикові-патріотові.
Всі організації вітали Ювілята в день його Ювілею а наступного дня сам Преосвящений Кир Ніль з о. Мітратом М. Сопуляком зложили святочні побажання. Головне свято Ювілею відбулося 4 лютого 1973 р.
Свято зачалося Молебнем, а закінчилося бенкетом з короткою мистецькою програмою. Під час бенкету відчитано привіти від їх Блаженства Верховного Архиєпископа Йосифа VII і від святителя Високопреосвященного Кир Івана Бучка. В довшій промові Преосвященний Кир Ніль, підкреслив заслуги Ювілята, що потрапив своїми здібностями побороти багато перешкод, щоб вкінці міг осягнути признання від своєго Єпископа і то цілком заслужено як священик-піонір, священик-будівник та священик організатор.
Відійшов у вічність релігійний і громадський діяч Володимир Якович Тарнавський  24 травня 2002 року у  м. Едмонтон, провінція Альберга Канада.